# Mutua Madrid Open 2022
Die Mutua Madrid Open 2022 bezeichneten sowohl ein Tennisturnier der WTA Tour 2022 für Damen als auch ein Tennisturnier der ATP Tour 2022 für Herren. Das Damenturnier startete am 28. April, das Herrenturnier begann am 1. Mai. Die Turniere in der Caja Mágica in Madrid endeten am 7. und 8. Mai 2022.

## Ergebnisse

### Herren
→ Qualifikation: Mutua Madrid Open 2022/Herren/Qualifikation

### Damen
→ Qualifikation: Mutua Madrid Open 2022/Damen/Qualifikation